# Gil Vicente
Gil Vicente (c. 1465 – c. 1536) é considerado o primeiro grande dramaturgo português, além de poeta de renome. Enquanto homem de teatro, parece ter também desempenhado as tarefas de músico, ator e encenador. É considerado o pai do teatro português, ou mesmo do teatro ibérico, já que também escreveu em castelhano — partilhando a paternidade da dramaturgia espanhola com Juan del Encina.
Há quem o identifique com o ourives, autor da Custódia de Belém, mestre da balança, e com o mestre de Retórica do rei Dom Manuel. 
A obra vicentina é tida como reflexo da mudança dos tempos e da passagem da Idade Média para o Renascimento, fazendo-se o balanço de uma época onde as hierarquias e a ordem social eram regidas por regras inflexíveis, para uma nova sociedade onde se começa a subverter a ordem instituída, ao questioná-la. Foi o principal representante da literatura renascentista portuguesa, anterior a Camões, incorporando elementos populares na sua escrita que influenciou, por sua vez, a cultura popular portuguesa.

## Biografia

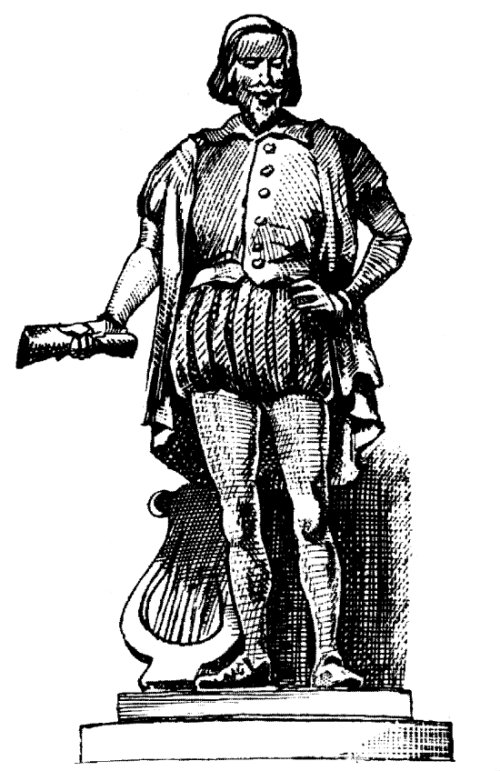
Gil Vicente, tal como costuma ser representado, seguindo o arquétipo da estátua de Francisco de Assis Rodrigues para a fachada do Teatro Nacional D. Maria II.

### Local e data de nascimento
Apesar de se considerar que a data mais provável para o seu nascimento tenha sido em 1465 — hipótese defendida, entre outros, por Queirós Veloso — há ainda quem proponha as datas de 1460 (Braamcamp Freire) ou entre 1470 e 1475 (Brito Rebelo). Se nos basearmos nas informações veiculadas na própria obra do autor, encontraremos contradições. O Velho da Horta, a Floresta de Enganos ou o Auto da Festa, indicam 1452, 1470 e antes de 1467, respectivamente. Desde 1965, quando decorreram festividades oficiais comemorativas do quincentenário do nascimento do dramaturgo, que se aceita 1465 de forma quase unânime. 
Frei Pedro de Poiares localizava o seu nascimento em Barcelos, mas as hipóteses de assim ter sido são poucas. Pires de Lima propôs Guimarães para sua terra natal — hipótese essa que estaria de acordo com a identificação do dramaturgo com o ourives, já que a cidade de Guimarães foi durante muito tempo berço privilegiado de joalheiros. O povo de Guimarães orgulha-se desta hipótese, como se pode verificar, por exemplo, na designação dada a uma das escolas do concelho (em Urgeses), que homenageia o autor.
Lisboa é também muitas vezes defendida como o local certo. Outros, porém, indicam as Beiras para local de nascimento — de facto, verificam-se várias referências a esta área geográfica de Portugal, seja na toponímia como pela forma de falar das personagens. José Alberto Lopes da Silva assinala que não há na obra vicentina referências a Barcelos nem a Guimarães, mas sim dezenas de elementos relacionados com as Beiras. Há obras inteiras, personagens, caracteres, linguagem. O conhecimento que o autor mostra desta região do país não era fácil de obter se tivesse nascido no norte e vivido a maior parte da sua vida em Évora e Lisboa.

### Poeta-ourives
Cada livro publicado sobre Gil Vicente é, quase sempre, defensor de uma qualquer tese que identifique ou não o autor ao ourives. A favor desta hipótese existe o facto de o dramaturgo usar com propriedade termos técnicos de ourivesaria na sua obra.
Alguns intelectuais portugueses polemizaram sobre o assunto. Camilo Castelo Branco escreveu, em 1881, o documento "Gil Vicente, Embargos à fantasia do Sr. Teófilo Braga" — este último defendia uma só pessoa para o ourives e para o poeta, enquanto que Camilo defendia duas pessoas distintas. Teófilo Braga mudaria de opinião depois de um estudo de Sanches de Baena que mostrava a genealogia distinta de dois indivíduos de nome Gil Vicente, apesar de Brito Rebelo ter conseguido comprovar a inconsistência histórica destas duas genealogias, utilizando documentos da Torre do Tombo. Lopes da Silva, na obra citada, avança uma dezena de argumentos para provar que Gil Vicente era ourives quando escreveu a sua primeira obra, uma imitação do Auto del Repelón, de Juan del Encina a quem pede emprestada não só a história, mas também as personagens com o seu respectivo idioma, o saiaguês.

### Dados biográficos
Sabe-se que casou pela primeira vez com Branca Bezerra, de quem nasceram Gaspar Vicente (que nasceu em cerca de 1488, teria partido para a Índia na Armada de 1506 e foi Moço da Capela Real em 1519, ano em que morreu solteiro e sem geração) e Belchior Vicente (que nasceu em 1504 ou 1505 e faleceu antes de 13 de Março de 1552, foi Moço de Capela depois acrescentado a Escudeiro da Casa Real e teve o ofício de Escrivão Segundo da Feitoria da Mina, casado com Guiomar Tavares e pai de Paula Vicente, batizada a 11 de Abril de 1549, e de Maria Tavares).
Depois de enviuvar, casou pela segunda vez com Melícia Rodrigues, de quem teve Paula Vicente (nascida em 1519 ou cerca de 1519 e falecida em 1576, que foi tangedora e Moça de Câmara da Infanta D. Maria, possuidora de duas casas na Rua dos Penosinhos, na Freguesia de Santa Cruz do Castelo, em Lisboa, e editou e organizou, com seu irmão Luís Vicente, a compilação das suas obras, tendo falecido solteira e sem geração), Luís Vicente (nascido cerca de 1520 e falecido entre 1592 e 1595, que residiu em Lisboa, no Poço Velho da Alcáçova e, mais tarde, na sua Quinta do Mosteiro, em Matacães, termo de Torres Vedras, hoje integrada na Quinta do Juncal, foi Cavaleiro Fidalgo da Casa Real, editou e organizou, com sua irmã Paula Vicente, a compilação das suas obras e casou três vezes, a primeira com Mor de Almeida, com geração, a segunda com Joana de Pina, filha de Diogo de Pina e de Mécia Barreto, com geração, e a terceira com Isabel de Castro, sem geração) e Valéria Borges (nascida cerca de 1530 e falecida depois de 1598, que casou duas vezes, a primeira a 10 de Julho de 1551 com Pero Machado, Moço da Real Câmara, com geração feminina, e a segunda cerca de 1565 com D. António de Almeida, falecido em 1592, filho de D. Luís de Meneses e de Brites de Aguiar, com geração).
Presume-se que tenha estudado na Universidade de Salamanca, em Salamanca, Espanha.

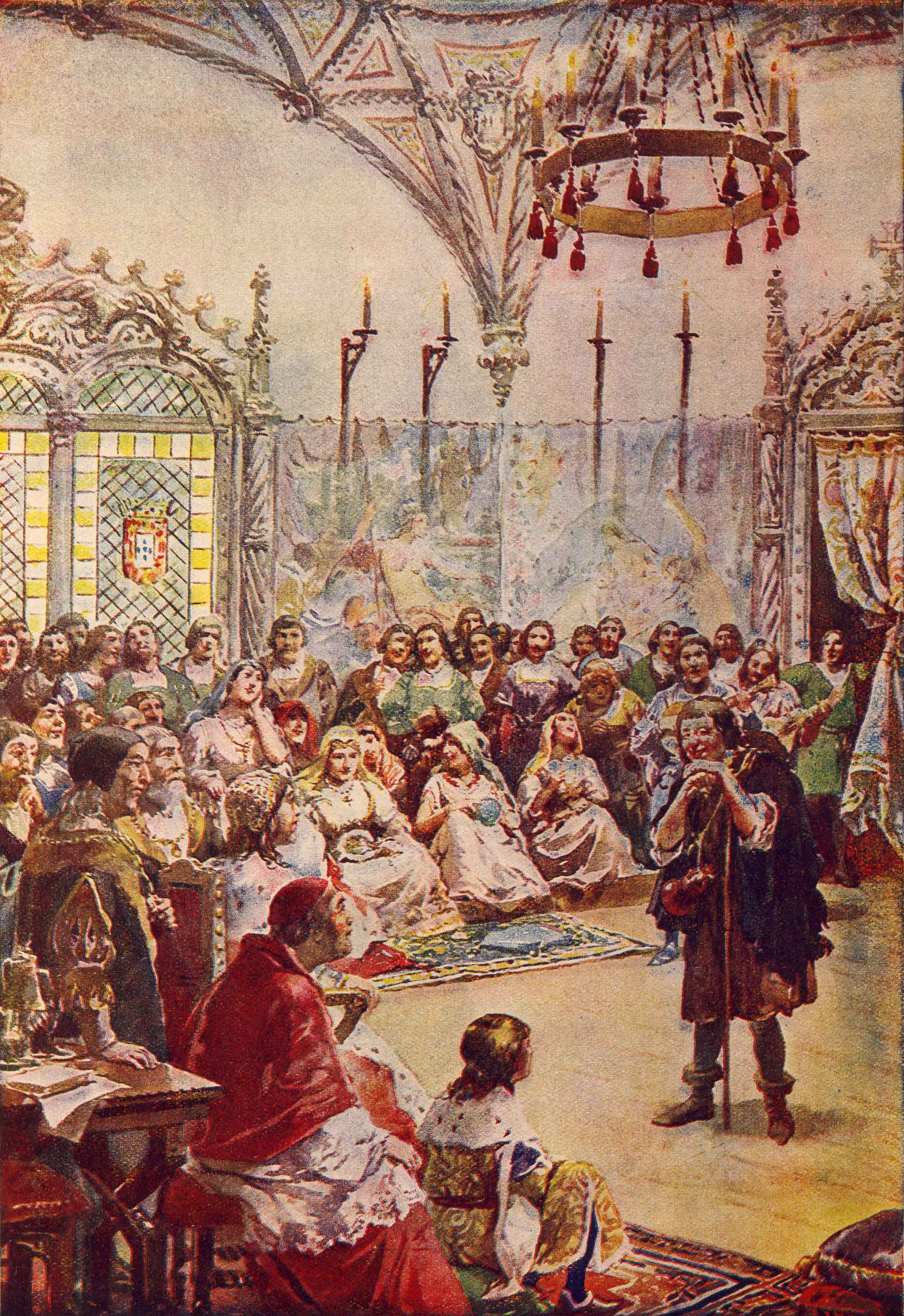
O Monólogo do vaqueiro, como teria sido representado pelo próprio Gil Vicente, de acordo com a visão do pintor Roque Gameiro.

O seu primeiro trabalho conhecido, a peça em castelhano Auto da Visitação, também conhecido como Monólogo do Vaqueiro, foi representada nos aposentos da rainha D. Maria, consorte de Dom Manuel, para celebrar o nascimento do príncipe (o futuro D. João III) — sendo esta representação considerada como o marco de partida da história do teatro português. Ocorreu isto na noite de 8 de Junho de 1502, com a presença, além do rei e da rainha, de Dona Leonor, viúva de D. João II e D. Beatriz, mãe do rei.
Tornou-se, então, responsável pela organização dos eventos palacianos. Dona Leonor pediu ao dramaturgo a repetição da peça pelas matinas de Natal, mas o autor, considerando que a ocasião pedia outro tratamento, escreveu o Auto Pastoril Castelhano. De facto, o Auto da Visitação tem elementos claramente inspirados na "adoração dos pastores", de acordo com os relatos do nascimento de Cristo. A encenação incluía um ofertório de prendas simples e rústicas, como queijos, ao futuro rei, ao qual se pressagiavam grandes feitos. Gil Vicente que, além de ter escrito a peça, também a encenou e representou, usou, contudo, o quadro religioso natalício numa perspectiva profana. Perante o interesse de Dona Leonor, que se tornou a sua grande protectora nos anos seguintes, Gil Vicente teve a noção de que o seu talento lhe permitiria mais do que adaptar simplesmente a peça para ocasiões diversas, ainda que semelhantes.
Se foi realmente ourives, terminou a sua obra-prima nesta arte — a Custódia de Belém — feita para o Mosteiro dos Jerónimos, em 1506, produzida com o primeiro ouro vindo de Moçambique. Três anos depois, este mesmo ourives tornou-se vedor do património de ourivesaria no Convento de Cristo, em Tomar, Nossa Senhora de Belém e no Hospital de Todos-os-Santos, em Lisboa.
Consegue-se ainda apurar algumas datas em relação a esta personagem que tanto pode ser una como múltipla: em 1511 é nomeado vassalo de el-Rei e, um ano depois, sabe-se que era representante da bandeira dos ourives na "Casa dos Vinte e Quatro". Em 1513, o mestre da balança da Casa da Moeda, também de nome de Gil Vicente (se é o mesmo ou não, como já se disse, não se sabe), foi eleito pelos outros mestres para os representar junto à vereação de Lisboa.

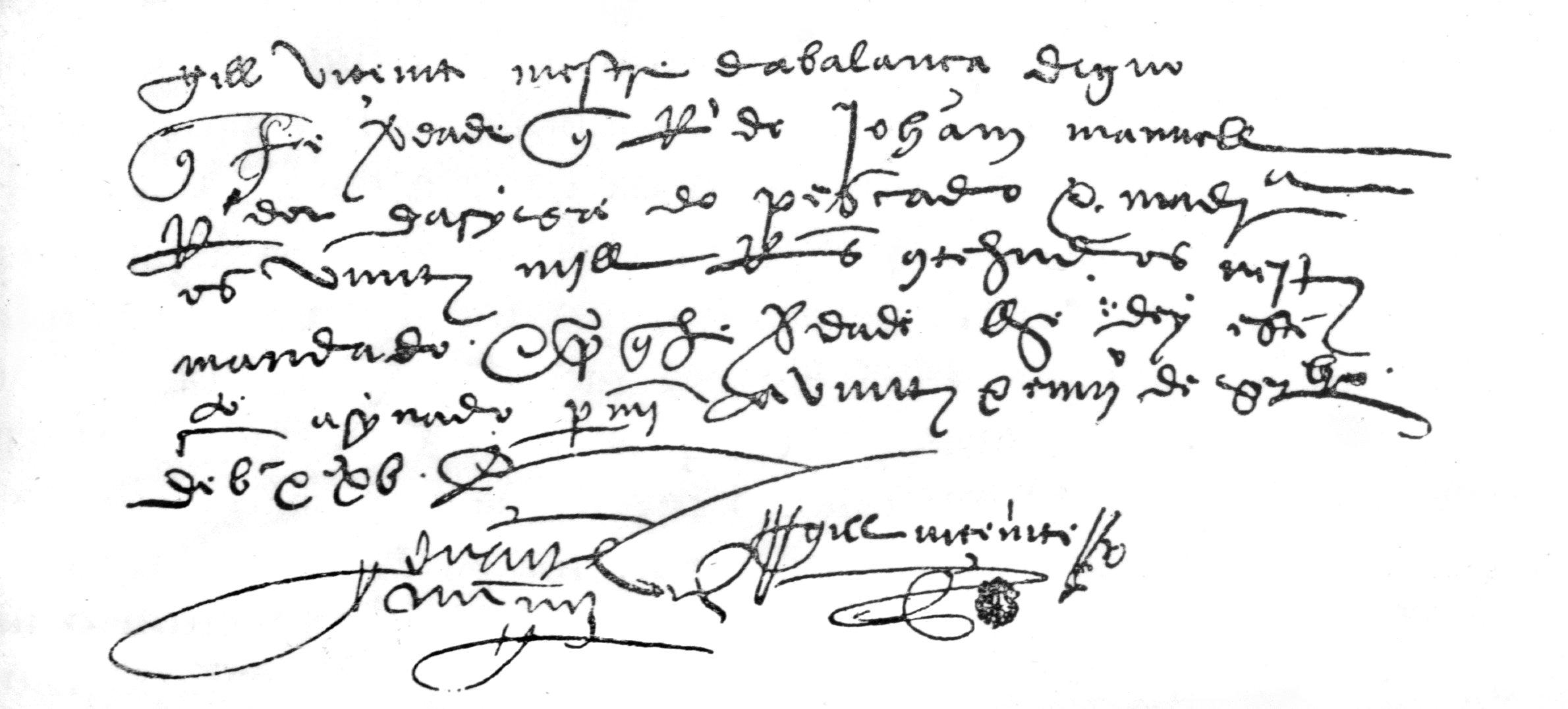
Autógrafo de Gil Vicente.

Será ele que dirigirá os festejos em honra de Dona Leonor, a terceira mulher de Dom Manuel, no ano de 1520, um ano antes de passar a servir Dom João III, conseguindo o prestígio do qual se valeria para se permitir a satirizar o clero e a nobreza nas suas obras ou mesmo para se dirigir ao monarca criticando as suas opções.
É conhecida a presença do dramaturgo em Santarém, a 26 de Janeiro, aquando o Sismo de Lisboa de 1531. O terramoto foi seguido por severos choques e o medo de outro era intenso. Um rumor, aparentemente encorajado pelos freis de Santarém, de que o desastre era punição divina e que as comunidades de judeus e dos marranos eram as responsáveis espalhou-se rapidamente e trouxe maior instabilidade social aos arredores. Gil Vicente procedeu a responsabilizar os monges por um possível massacre, através de uma carta ao rei D. João III, onde defende os cristãos-novos, possivelmente afastando um pogrom.
Morreu em lugar desconhecido, talvez em 1536 porque é a partir desta data que se deixa de encontrar qualquer referência ao seu nome nos documentos da época, além de ter deixado de escrever a partir desta data.

## Contexto histórico

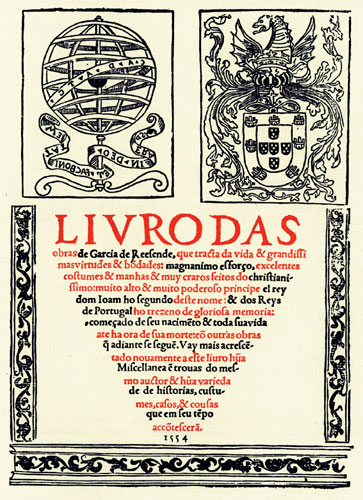
Obras de Garcia de Resende, onde se inclui a Miscelânea onde se defende para Gil Vicente a paternidade do teatro português.

### O Teatro português antes de Gil Vicente
O teatro português não nasceu com Gil Vicente. Esse mito, criado por vários autores de renome, como Garcia de Resende, na sua Miscelânea, ou o seu próprio filho, Luís Vicente, por ocasião da primeira edição da "Compilação" da obra completa do pai, poderá justificar-se pela importância inegável do autor no contexto literário peninsular, mas não é de todo verdadeiro já que existiam manifestações teatrais antes da noite de 7 para 8 de Junho de 1502, data da primeira representação do "Auto do vaqueiro" ou "Auto da visitação", nos aposentos da rainha.
Já no reinado de Sancho I, os dois actores mais antigos portugueses, Bonamis e Acompaniado, realizaram um espectáculo de "arremedilho", tendo sido pagos pelo rei com uma doação de terras. O arcebispo de Braga, Dom Frei Telo, refere-se, num documento de 1281, a representações litúrgicas por ocasião das principais festividades católicas. Em 1451, o casamento da infanta Dona Leonor com o imperador Frederico III da Alemanha foi acompanhado também de representações teatrais.
Segundo as crónicas portuguesas de Fernão Lopes, Zurara, Rui de Pina ou Garcia de Resende, também nas cortes de D. João I, D. Afonso V e D.João II, se faziam encenações espectaculares. Rui de Pina refere-se, por exemplo, a um "momo", em que Dom João II participou pessoalmente, fazendo o papel de "Cavaleiro do Cisne", num cenário de ondas agitadas (formadas com panos), numa frota de naus que causou espanto entrando sala adentro acompanhado do som de trombetas, atabales, artilharia e música executada por menestréis, além de uma tripulação atarefada de actores vestidos de forma espectacular.
Contudo, pouco resta dos textos dramáticos pré-vicentinos. Além das éclogas dialogadas de Bernardim Ribeiro, Cristóvão Falcão e Sá de Miranda, André Dias publicou em 1435 um "Pranto de Santa Maria" considerado um esboço razoável de um drama litúrgico.
No Cancioneiro Geral de Garcia de Resende existem alguns textos também significativos, como o Entremez do Anjo (assim designado por Teófilo Braga), de D. Francisco de Portugal, Conde de Vimioso, ou as trovas de Anrique da Mota (ou Farsa do alfaiate, segundo Leite de Vasconcelos) dedicados a temas e personagens chocarreiros como "um clérigo sobre uma pipa de vinho que se lhe foi pelo chão", entre outros episódios divertidos.
É provável que Gil Vicente tenha assistido algumas destas representações. Viria, contudo, sem qualquer dúvida, a superá-las em mestria e em profundidade, tal como diria Marcelino Menéndez Pelayo ao considerá-lo a "figura mais importante dos primitivos dramaturgos peninsulares", chegando mesmo a dizer que não havia "quem o excedesse na Europa do seu tempo".
É com Sá de Miranda que se assinala a diferença das obras do Classicismo em comparação com o Teatro de Gil Vicente. Segundo Clóvis Monteiro, no prólogo da comédia Estrangeiros de 1527, uma personagem identificada como a própria Comédia discorre sobre si em comparação aludida ao teatro vicentino. Insistia aquele autor em não se trocar o nome de Comédia para Auto.

## Obra

### Características principais
A sua obra vem no seguimento do teatro ibérico popular e religioso que já se fazia, ainda que de forma menos profunda. Os temas pastoris, presentes na escrita de Juan del Encina vão influenciar fortemente a sua primeira fase de produção teatral e permanecerão esporadicamente na sua obra posterior, de maior diversidade temática e sofisticação de meios. De facto, a sua obra tem uma vasta diversidade de formas: o auto pastoril, a alegoria religiosa, narrativas bíblicas, farsas episódicas e autos narrativos.

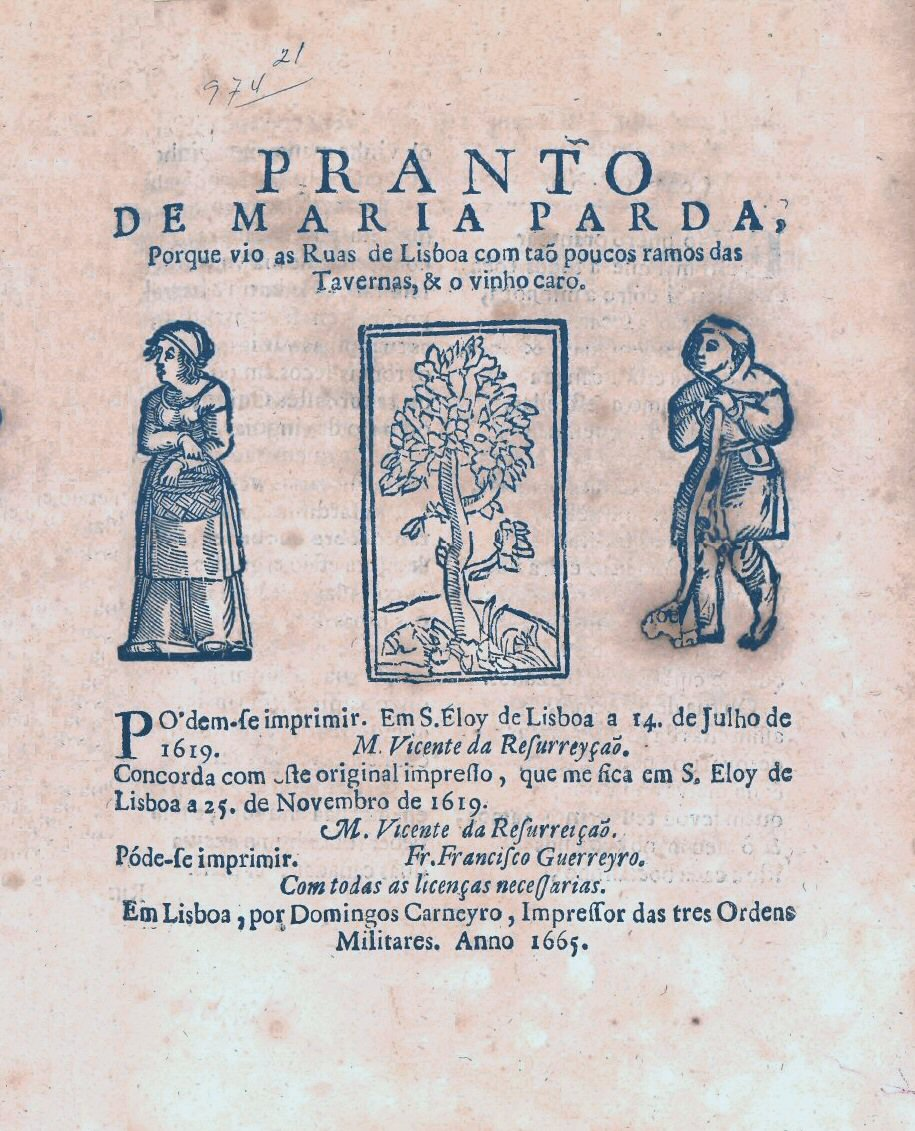
Pranto de Maria Parda, 1665. Em Lisboa por Domingos Carneyro

O seu filho, Luís Vicente, na primeira compilação de todas as suas obras, classificou-as em autos e mistérios (de carácter sagrado e devocional) e em farsas, comédias e tragicomédias (de carácter profano). Contudo, qualquer classificação é redutora — de facto, basta pensar na Trilogia das Barcas para se verificar como elementos da farsa (as personagens que vão aparecendo, há pouco saídas deste mundo) se misturam com elementos alegóricos religiosos e místicos (o Bem e o Mal).
Gil Vicente retratou, com refinada comicidade, a sociedade portuguesa do século XVI, demonstrando uma capacidade acutilante de observação ao traçar o perfil psicológico das personagens. Crítico severo dos costumes, de acordo com a máxima que seria ditada por Molière ("Ridendo castigat mores" — rindo se castigam os costumes), Gil Vicente é também um dos mais importantes autores satíricos da língua portuguesa. Em 44 peças, usa grande quantidade de personagens extraídos do espectro social português da altura. É comum a presença de marinheiros, ciganos, camponeses, fadas e demónios e de referências – sempre com um lirismo nato – a dialetos e linguagens populares. Gil Vicente mantinha a linguagem habitual das personagens.
Entre suas obras estão "Auto Pastoril Castelhano" (1502) e Auto dos Reis Magos (1503), escritas para celebração natalina. Dentro deste contexto insere-se ainda o Auto da Sibila Cassandra (1513), que, embora até muito recentemente tenha sido visto como um prenúncio dos os ideais renascentistas em Portugal, retoma uma narrativa já presente na General Estória de Afonso X. Sua obra-prima é a trilogia de sátiras Auto da Barca do Inferno (1516), Auto da Barca do Purgatório (1518) e Auto da Barca da Glória (1519). Em 1523 escreve a Farsa de Inês Pereira.

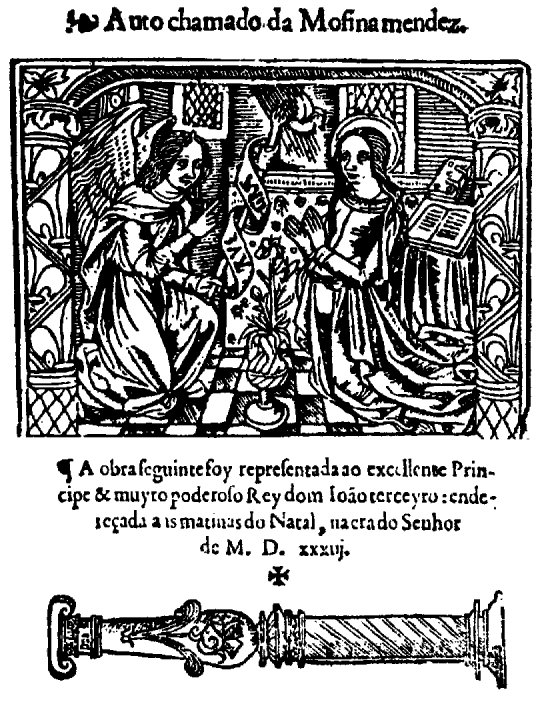
Auto de Mofina Mendes, onde se inclui uma anunciação, de acordo com os temas marianos, gratos ao autor

São geralmente apontados, como aspectos positivos das suas peças, a imaginação e originalidade evidenciadas; o sentido dramático e o conhecimento dos aspectos relacionados com a problemática do teatro.
Alguns autores consideram que a sua espontaneidade, ainda que reflectindo de forma eficaz os sentimentos colectivos e exprimindo a realidade criticável da sociedade a que pertencia, perde em reflexão e em requinte. De facto, a sua forma de exprimir é simples, chã e directa, sem grandes floreados poéticos.
Acima de tudo, o autor exprime-se de forma inspirada, dionisíaca, nem sempre obedecendo a princípios estéticos e artísticos de equilíbrio. É também versátil nas suas manifestações: se, por um lado, parece ser uma alma rebelde, temerária, impiedosa no que toca em demonstrar os vícios dos outros, quase da mesma forma que se esperaria de um inconsciente e tolo bobo da corte, por outro lado, mostra-se dócil, humano e ternurento na sua poesia de cariz religioso e quando se trata de defender aqueles a quem a sociedade maltrata.
O seu lirismo religioso, de raiz medieval e que demonstra influências das Cantigas de Santa Maria está bem presente, por exemplo, no Auto de Mofina Mendes, na cena da Anunciação, ou numa oração dita por Santo Agostinho no Auto da Alma. Por essa razão é, por vezes, designado por "poeta da Virgem".
O seu lirismo patriótico presente em "Exortação da Guerra", Auto da fama ou Cortes de Júpiter, não se limita a glorificar, em estilo épico e orgulhoso, a nacionalidade: de facto, é crítico e eticamente preocupado, principalmente no que diz respeito aos vícios nascidos da nova realidade económica, decorrente do comércio com o Oriente (Auto da Índia). O lirismo amoroso, por outro lado, consegue aliar algum erotismo e alguma brejeirice com influências mais eruditas (Petrarca, por exemplo).

### Elementos filosóficos na obra vicentina
A obra de Gil Vicente transmite uma visão do mundo que se assemelha e se posiciona como uma perspectiva pessoal do Platonismo: existem dois mundos — o Mundo Primeiro, da serenidade e do amor divino, que leva à paz interior, ao sossego e a uma "resplandecente glória", como dá conta sua carta a D. João III; e o Mundo Segundo, aquele que retrata nas suas farsas: um mundo "todo ele falso", cheio de "canseiras", de desordem sem remédio, "sem firmeza certa". Estes dois mundos refletem-se em temas diversos da sua obra: por um lado, o mundo dos defeitos humanos e das caricaturas, servidos sem grande preocupação de verosimilhança ou de rigor histórico. 

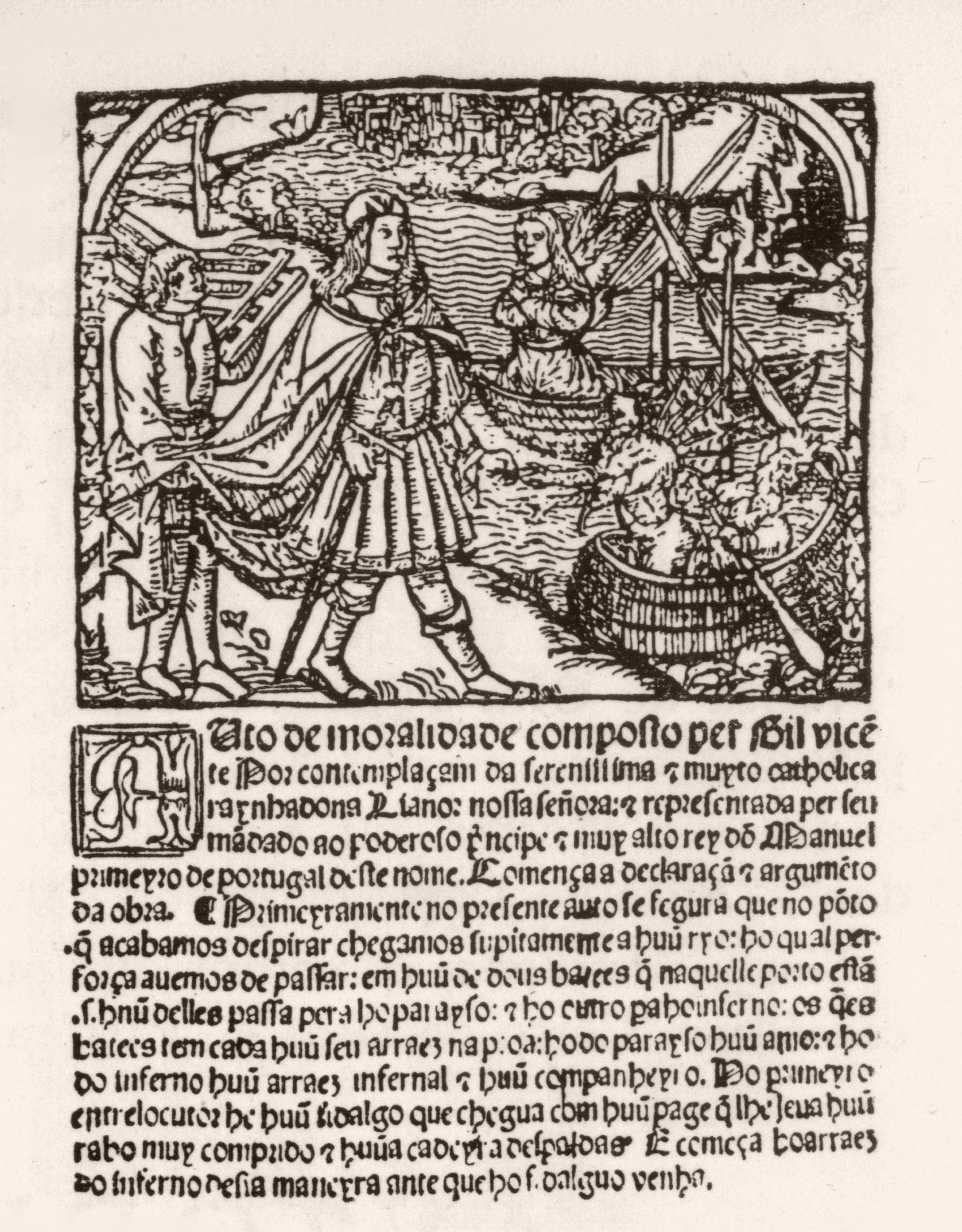
Primeira página do Auto de Moralidade.

Muitos autores criticam em Gil Vicente os anacronismos e as falhas na narrativa (aquilo a que chamaríamos hoje de "gaffes"), mas, para alguém que considerava o mundo retratado como pleno de falsidades, essas seriam apenas mais algumas, sem importância e sem dano para a mensagem que se pretendia transmitir. Por outro lado, o autor valoriza os elementos míticos e simbólicos religiosos do Natal: a figura da Virgem Mãe, do Deus Menino, da noite natalícia, demonstrando aí um zelo lírico e uma vontade de harmonia e de pureza artística que não existe nas suas mais conhecidas obras de crítica social.
Sem as características do maniqueísmo que tantas vezes se constatam nas peças teatrais de quem defende uma tal visão do Mundo, há, realmente, a presença de um forte contraste nos elementos cénicos usados por Gil Vicente: a luz contra a sombra, não numa luta feroz, mas em convivência quase amigável. A noite de natal torna-se também aqui a imagem perfeita que resume a concepção cósmica de Gil Vicente: as grandes trevas emolduram a glória divina da maternidade, do nascimento, do perdão, da serenidade e da boa vontade — mas sem a escuridão, que seria da claridade?

## Legado
Tão importante foi o trabalho de Gil Vicente que Erasmo de Roterdão, filósofo holandês, estudara o idioma português para assim poder apreciar sua obra no original. Seu estilo deu origem à escola de Gil Vicente, ou escola popular, tendo por modelo as coisas simples do povo.
Note-se que a obra de Gil Vicente não se resume ao teatro, estendendo-se também à poesia. Podemos citar vários vilancetes e cantigas, ainda influenciadas pelo estilo palaciano e temas dos trovadores. 
Vários compositores trabalharam poemas de Gil Vicente na forma de lied (principalmente algumas traduções para o alemão, feitas por Emanuel von Geibel), como Max Bruch ou Robert Schumann, o que demonstra o carácter universal da sua obra.
Os seus filhos, Paula e Luís Vicente, foram os responsáveis pela primeira edição das suas obras completas. Em 1586, sai à estampa uma segunda edição, com muitas passagens censuradas pela Inquisição. Só no século XIX se faria a redescoberta do autor, com a terceira edição de 1834, em Hamburgo, levada a cabo por Barreto Feio.

### Obras
Segue-se a lista das obras de Gil Vicente segundo a ordem em que aparecem na Compilação de 1562:
- Livro primeiro - Obras de Devoção:
  - Monólogo do Vaqueiro (eBook) ou Auto da Visitação (1502)
  - Auto Pastoril Castelhano (1502)
  - Auto dos Reis Magos (1503)
  - Auto da Sibila Cassandra
  - Auto da Fé (1510)
  - Auto dos Quatro Tempos
  - Auto de Mofina Mendes (1534) (Wikisource)
  - Auto Pastoril Português (1523)
  - Auto da Feira (1527)
  - Auto da Alma (1508) (Wikisource)
  - Auto da Barca do Inferno (1516) (Wikisource)
  - Auto da Barca do Purgatório (1518)
  - Auto da Barca da Glória (1519)
  - Auto da História de Deus (1527)
  - Diálogo de uns Judeus e Centúrios sobre a Ressurreição de Cristo
  - Auto da Cananea (1534)
  - Auto de São Martinho (1504)

- Livro segundo - Comédias:
  - Comédia de Rubena (1521)
  - Comédia do Viúvo (1514) (Wikisource)
  - Comédia sobre a Divisa da Cidade de Coimbra (1527)
  - Floresta de Enganos (1536)

- Livro terceiro - Tragicomédias:
  - Tragicomédia de Dom Duardos
  - Auto de Amadis de Gaula (1533)
  - Auto da Nau de Amores (1527)
  - Frágua de Amor (1524)
  - Exortação da Guerra (1513)
  - Farsa do Templo de Apolo (1526)
  - Cortes de Júpiter (1521)
  - Tragicomédia Pastoril da Serra da Estrela (1527)
  - Auto do Triunfo do Inverno (1529)
  - Romagem dos Agravados (1533)

- Livro quarto - Farsas:
  - Quem Tem Farelos? (1505)
  - Auto da Índia (1509) (Wikisource)
  - Auto da Fama (1516)
  - O Velho da Horta (1512) (Wikisource)
  - Auto das Fadas
  - Farsa de Inês Pereira (1523) (Wikisource)
  - Farsa do Juiz da Beira (1525)
  - Farsa das Ciganas (1521)
  - Farsa dos Almocreves (1527)
  - Farsa do Clérigo da Beira (1529)
  - Auto da Lusitânia, intercalado com o entremez Todo-o-Mundo e Ninguém (1532) (Wikisource)

- Livro quinto - Obras miúdas:
  - Pranto de Maria Parda (1522) (eBook)